# لاو هینا
لاو هینا (ژاپنی: ラブ ひな هپبورن: Rabu Hina) یک سری مانگای ژاپنی است که توسط کن آکاماتسو نوشته و مصورسازی شده است. این مجموعه به تعداد ۱۴ جلد توسط انتشارات کودانشا از اکتبر ۱۹۹۸ تا اکتبر ۲۰۰۲ در ویکلی شونن مگزین به چاپ رسید. یک مجموعه تلویزیونی انیمه ۲۴ قسمتی نیز بر اساس نسخه مانگا و به‌وسیلهٔ استودیوی زیبک دستمایه اقتباس قرار گرفت، که از آوریل تا سپتامبر ۲۰۰۰ در شبکه تی‌وی توکیو پخش گردید. شخصیت‌هایی که در انیمه لاو هینا حضور دارند به سبک شونن طراحی شده‌اند و معمولاً از پسرهای با مهارت‌های خواص و دخترهای جذاب با توانایی و ویژگی‌هایی به‌طور اغراق‌آمیز تشکیل شده‌اند.

## داستان
داستان مجموعه دربارهٔ زندگی کیتارو اوراشیما پسری دانشجو است که سه سال پشت کنکور مانده و می‌خواهد هرطور که شده وارد دانشگاه توکیو شود. دلیل حقیقی او این است که در دوران بچگی به دختری که از او جدا شده و اسمش را فراموش کرده قول داده بود که وقتی بزرگ شدند یکدیگر را در دانشگاه توکیو ببینند.
مادربزرگ کیتارو که مدیر خوابگاهی دخترانه است کیتارو را می‌گمارد تا مدتی از خوابگاه مراقبت کند تا او از مسافرت برگردد. کیترو به یکی از دختران خوابگاه به نام نارو ناروسگاوا دل بسته است. کیتارو به تدریج در می‌یابد که نارو همان دختری است که در بچگی همبازی‌اش بوده. در این اثنا نارو هم کم‌کم کیتارو را به یاد می‌آورد و در قسمت‌های نهایی سریال به او اعتراف می‌کند که به او علاقه دارد.